# Listna livka
Listna livka (znanstveno ime Collybia phyllophila) je gliva iz rodu korenovk (Collybia) v katerega je bila premeščena iz rodu livk (Lepista), ampak slovensko ime še ni bilo uradno spremenjeno.

## Značilnosti
Klobuk ima premer od 3 do 10 cm. Najprej je izbočen, kasneje ploščat, na koncu z vdolbino, vendar nikoli lijakast. Rob je upognjen in ostane dolgo podvihan. Površina je sijoča, gladka, belkaste ali kremne barve. Je higrofan, v vlažnem vremenu spremeni barvo v sivo-rumeno ali belo-rjavo, pri čemur je rob najtemnejši.
Lističi so gosti in se rahlo spuščajo bo betu navzdol. Najprej so beli, kasneje umazano belkasti.
Bet je visok od 3 do 7 cm in debel od 0,6 do 1,1 cm. Je valjast, včasih zavit, prožen. V mladosti je poln, kasneje prazen ali vatast. Površina je bela ali umazano oker. Dnišče je opredeno z vatastimi belimi hifami.
Meso je belo ali v vlagi vodeno sivo rjave barve. Vonj je zatohel, aromatičen.

## Razširjenost in življenjski prostor
Razširjena je v zmernem in subtropskem pasu severne poloble.
Raste na tleh med odpadlim listjem in iglicami. Pojavlja se od avgusta do oktobra v iglastih in listnatih gozdovih.

## Mikroskopske značilnosti
Trosni odtis je bele barve. Trosi so elipsaste oblike, gladki, brezbarvni, neamiloidni in merijo 4–5 x 3–4 μm.

## Podobne vrste
- pobeljena livka (Collybia dealbata)
- kolobarčasta livka (Collybia rivulosa) ima značilne lise na klobuku
- navadna mokarica (Clitopilus prunulus) diši po moki
- bela svetloglavka (Leucocybe connata) diši po moki, ima zelo goste lističe in raste v šopih

## Uporabnost
Strupena. Povzroča muskarinski sindrom s simptomi, ki vključujejo bruhanje, drisko, zožene zenice, potenje, bradikardijo (počasno bitje srca) in hipotenzijo (znižan krvni tlak).